# Chiesa di Santa Maria Assunta (Porto Valtravaglia, capoluogo)
La chiesa di Santa Maria Assunta è la parrocchiale di Porto Valtravaglia, in provincia di Varese e arcidiocesi di Milano; fa parte del decanato di Luino.

## Storia
La primitiva chiesa di Porto Valtravaglia, lunga 12,50 m, larga 5,30 m e alta 6 m, sorse tra i secoli XI e XII; essa si ritrova menzionata negli elenchi delle cappelle situate nella zona del Lago Maggiore.

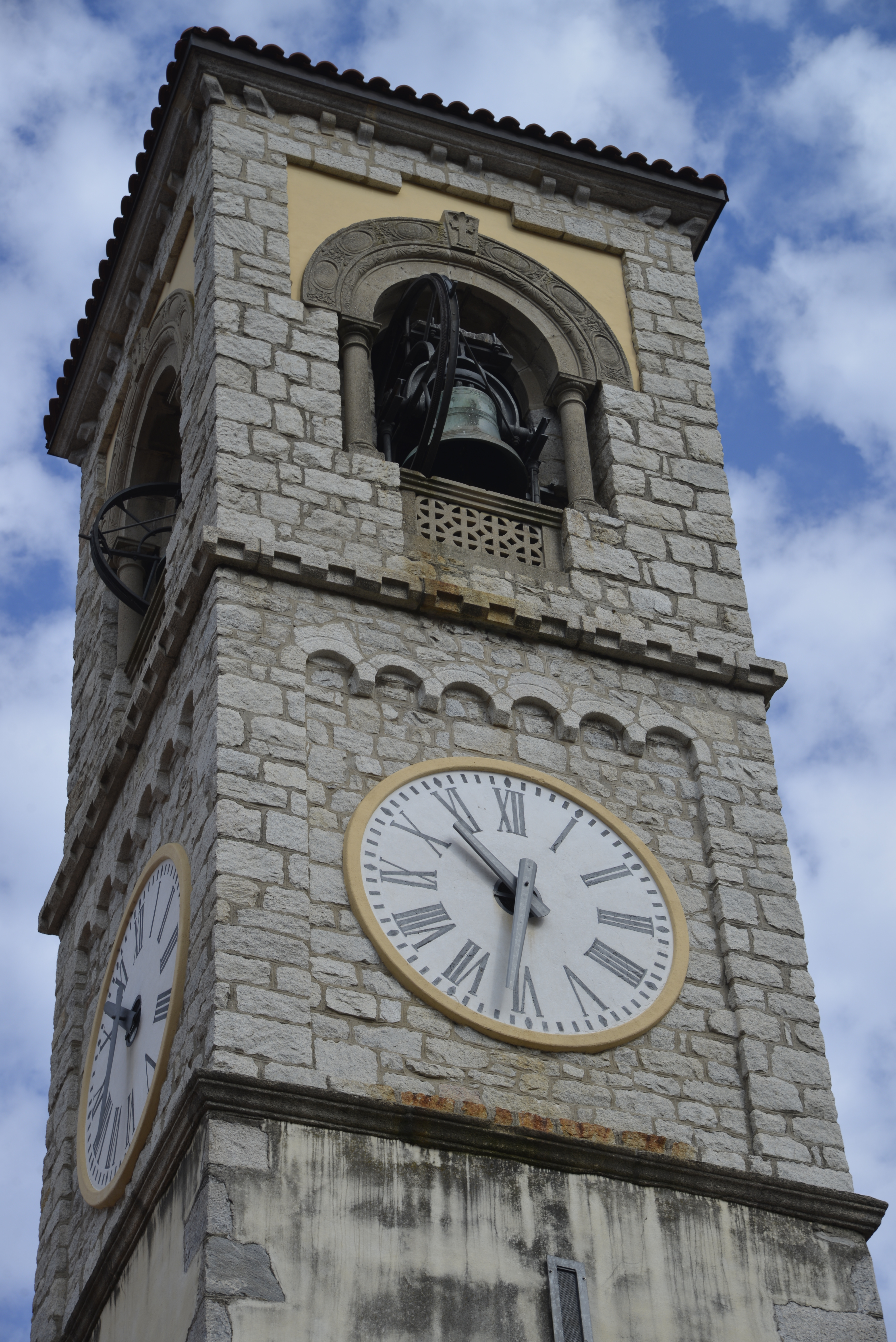
Il campanile

Verso la fine del Quattrocento o forse al principio del Cinquecento la struttura venne ampliata allungando la navata di due campate; nel 1544 fu aggiunta una cappella per volere del notaio Giroldino Porto.
Nella seconda metà di quel secolo, essendo aumentato di molto il numero dei fedeli, si decise di rendere la chiesa a tre navate; così, il rifacimento iniziò nel 1569. Il 10 agosto 1574 la chiesa diventò indipendente dalla pieve di Bedero, essendo stata costituita la nuova parrocchia di Castelveccana-Porto. Nel 1578 questa parrocchia si scisse e i due paesi ottennero l'autonomia parrocchiale; nello stesso anno vennero portati a termine i lavori di ingrandimento della chiesa.
Il 21 luglio 1581 l'arcivescovo Carlo Borromeo, giunto a Porto Valtravaglia in occasione della sua visita pastorale, celebrò la consacrazione dell'altare maggiore. In seguito, venne eretto entro il 1596 il campanile.
Ulteriori lavori di risistemazione vennero condotti nel XVII secolo, in occasione dei quali fu realizzata la facciata, completata nel 1664.
Dalla relazione della visita pastorale del 1748 dell'arcivescovo di Milano Giuseppe Pozzobonelli, s'apprende che a servizio della cura d'anime v'era il solo parroco, che il numero dei fedeli era pari a 375 e che la parrocchiale, in cui avevano sede le confraternite del Santissimo Sacramento, fondata nel 1574, e del Santissimo Rosario, aveva alle proprie dipendenze l'oratorio di San Rocco.
Grazie alla Nota parrocchie Stato di Milano, redatta nel 1781, si conosce che, al censimento dell'anno precedente, le anime portovaltravagliesi risultavano salite a 437.
Sul finire del XIX secolo l'arcivescovo Andrea Carlo Ferrari, compiendo la sua visita pastorale, annotò che reddito era pari a 490,72 lire, che come nel 1748 il solo parroco provvedeva alla cura delle anime, che i fedeli ammontavano a 1100 e che nella parrocchiale, che aveva come filiali gli oratori di San Rocco e dell'Immacolata, avevano sede la confraternita del Santissimo Sacramento, le pie unioni delle Figlie di Maria, del Sacro Cuore e della Sacra Famiglia, la compagnia di San Luigi Gonzaga e la congregazione femminile del Terz'Ordine di San Francescco d'Assisi.

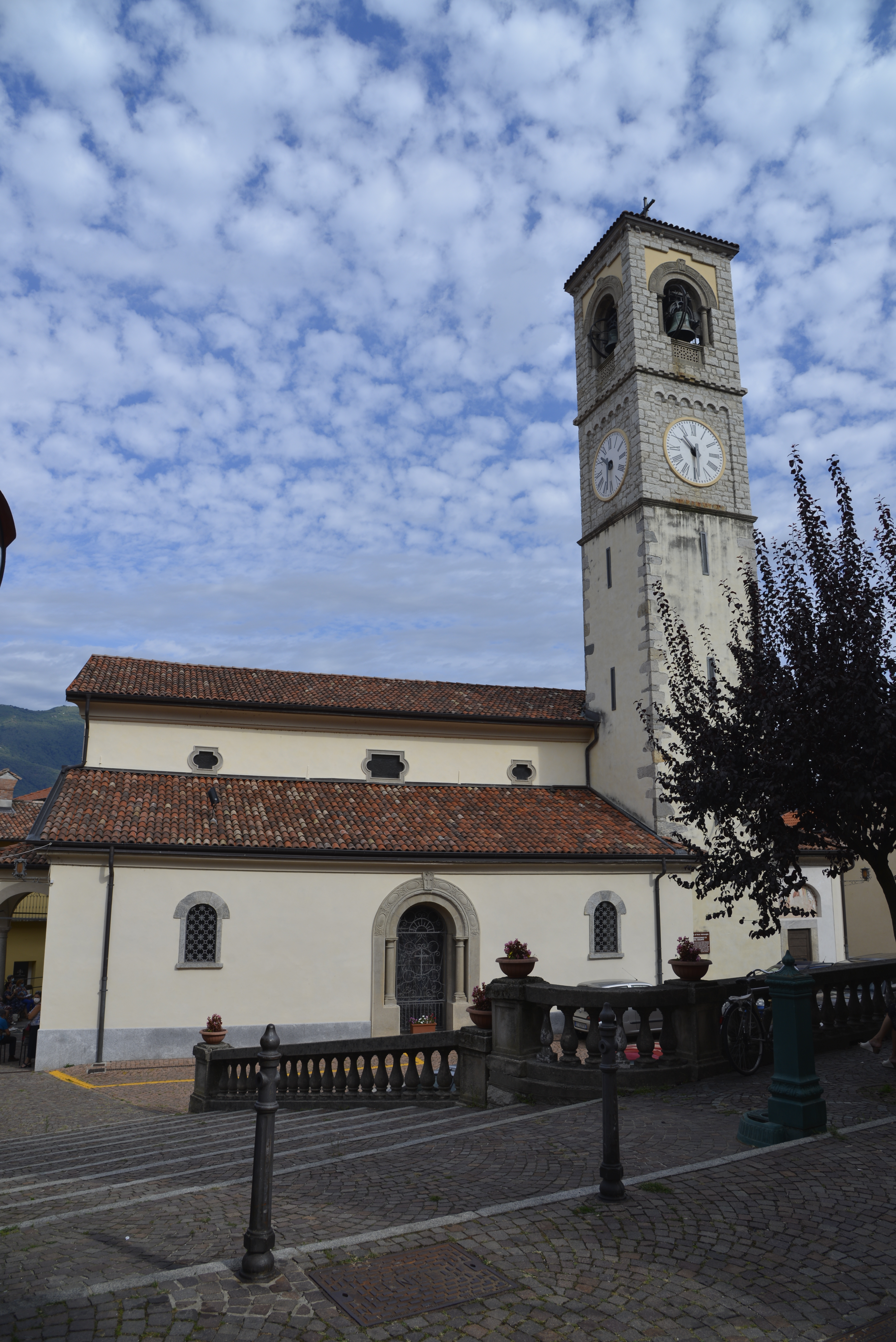
La chiesa e il campanile

Nel 1925 l'allora parroco don Giovanni Pozzi decise di trasformare la chiesa in stile neoromanico e per questo motivo affidò il progetto del rifacimento all'architetto Pietro Oldrini e all'ingegnere Carlo Meroni; tuttavia, gli unici interventi effettivamente portati a termine furono la sopraelevazione del campanile e la realizzazione di un ingresso sul muro della navata laterale.
Nel 1972, in seguito alla riorganizzazione territoriale dell'arcidiocesi, la parrocchiale passò dal vicariato della Valtravaglia al neo-costituito decanato di Luino.

## Descrizione

### Facciata
La facciata, intonacata, è a salienti e presenta centralmente il portale d'ingresso, anticipato dal protiro sostenuto da due colonne d'ordine dorico, e nelle due ali laterali i portali minori sovrastati da finestrelle semicircolari.

### Interno
L'interno dell'edificio è suddiviso da pilastri a base quadrata sorreggenti degli archi ribassati in tre navate; al termine dell'aula si sviluppa il presbiterio, il cui pavimento è costituito da mattonelle rosse e bianche, a sua volta concluso nell'abside di forma poligonale.
Opere di pregio qui conservate sono un affresco avente come soggetto San Rocco, eseguito da Giovanni Battista da Legnano nel 1524, il ciclo pittorico realizzato da Giovanni Battista Avogadro nel 1611 e gli altari laterali di San Carlo e di Santa Maria Assunta.